# Химерик Василь Феодосійович
Химерик Василь Феодосійович (квітень 1892, с. Польове, нині — с. Дашів, Іллінецький район, Вінницька область — грудень 1937) — Член Української Центральної Ради, голова Липовецької повітової народної управи, голова Липовецької міської управи.

## Біографія
Батько — малоземельний селянин Феодосій Васильович Химерик із села Польове Липовецького повіту Київської губернії. Навчався на кошти старшого брата, викладача в Київській духовній семінарії. Вступив до семінарії, але не закінчивши її, з 4-го класу вступив на юридичний факультет Варшавського університету. Закінчив його навесні 1914 року. Тоді ж зарахований кандидатом на судову посаду при Київському окружному суді, але не отримавши посади, був звільнений на початку 1915 року. Зарахований присяжним повіреним в Одеську судову палату, служив помічником адвоката в Новій Ушиці Кам'янець-Подільської губернії. 5 вересня 1915 року призваний на військову службу, 15 квітня 1916 звільнений з армії через сильну короткозорість. З 1917 року член Української партії соціалістів-революціонерів, покинув її ряди в 1922 році.
Навесні 1917 року обраний головою Липовецької повітової народної управи, голова Липовецької міської управи. Восени 1917 року обраний на Всеросійські установчі збори в Київському виборчому окрузі за списком № 1 (українські соціалісти-революціонери). 8 квітня 1918 року обраний членом Київської губернської народної управи, обіймав посаду заступника голови, яким був С. Петлюра. Завідував в управі відділом шкіл та притулків, а також друкарнею.
Член Української Центральної Ради та Всеукраїнської ради селянських депутатів. Член УПСР. Працював помічником адвоката у Новій Ушиці.
27 липня 1918 р. заарештований разом з С.Петлюрою, до падіння Гетьманщини утримувався в Лук'янівській в'язниці в Києві. З грудня 1918 року до квітня 1919 року знову був членом Київської міської управи. З 1919 до 1922 року працював редактором у видавництвах «Основа» та «Книгоспілка». У своєму «Російсько-українському словнику» О. Ізюмов висловлює подяку Василю Химерику за обробку карткового матеріалу словника з літери Р до Я.
1922 року працював технічним завідувачем в акціонерному товаристві «Село-Книга». У 1923 році завідував книгарнею, з травня 1925 року був випусковим коректором в Київському відділенні ДВУ.
З 1917 по 1930 рік опублікував низку дитячих книг під псевдонімом В. Тодося. У 1925—1830 роках редагував «Наукові записки сільськогосподарського Інституту» та інші видання. У 1922 році вийшов з партії українських есерів та прийняв сан православного священика автокефальної церкви.
15 жовтня 1930 року був заарештований Київським ОГПУ, а 1931 року засуджений до висилки за межі України й Північного Кавказу. У травні 1931 року знову заарештований в Бєлгороді та засуджений за статтею 54-2 КК УРСР на 3 роки таборів. Працював на Біломорканалі старшим коректором друкарні, нормувальником, калькулятором, завідувачем технічною частиною. Достроково звільнений за заліками. У листопаді 1937 року арештований Маріупольським відділом НКВС. Засуджений до розстрілу й розстріляний імовірно 9 грудня 1937 року. Проте відомий протокол його допиту, датований 4 січня 1938 року.
Реабілітований 1989 року.